# Sargis Hovsepyan
Sargis Rubeni Hovsepyan - em armênio, Սարգիս Ռուբենի Հովսեփյան (Erevan, 2 de novembro de 1972) é um ex-futebolista armênio que atuava como lateral-direito. É o jogador com mais partidas pela seleção de seu país, com 131 jogos entre 1992 e 2012.

## Carreira por clubes
Hovsepyan iniciou a carreira em 1990, no Malatia Yerevan, quando tinha apenas 17 anos de idade. Com a dissolução da União Soviética no ano seguinte, o clube passaria a disputar o recém-criado Campeonato Armênio ainda em 1991, quando o jovem atleta já defendia o Lori Vanadzor, onde também permaneceria por pouco tempo.
Em 1992, assina com o Pyunik, onde se destacaria em sua primeira passagem: disputou 153 partidas e marcou seis gols até 1997, sendo premiado como melhor jogador armênio da temporada, e seu desempenho lhe rendeu sua primeira experiência fora da Armênia ao ser contratado pelo Zenit São Petersburgo, a pedido de seu treinador Anatoliy Byshovets. Na equipe russa, Hovsepyan também alcançaria uma bem-sucedida trajetória entre 1998 e 2003: 153 jogos (mesmo número na primeira passagem no Pyunik) e dois gols marcados. Levaria dois títulos com o Zenit: a Copa da Rússia de 1999 e a Copa da Primeira Divisão em 2003.
Embora tivesse recebido propostas de CSKA e Lokomotiv, Sako acabou sendo contratado pelo Torpedo-Metallurg (mais tarde, FC Moscou), onde não repetiu o desempenho de antes (14 partidas até 2004). 
De volta ao Pyunik, o lateral-direito conquistaria 13 títulos (seis campeonatos nacionais, quatro Supercopas e três Copas da Armênia), levando pela terceira vez o prêmio de melhor futebolista armênio do ano (havia conquistado tal honraria em 1992 e 1997), em 2008. O feito fez com que "Sako" se tornasse o primeiro jogador armênio a ser três vezes premiado, façanha igualada apenas por Henrikh Mkhitaryan.
Mais um recorde seria batido por Hovsepyan em 2010: aos 37 anos e 189 dias, tornou-se o jogador mais velho a vencer a Copa da Armênia, quando o Pyunik superou o Banants, superando Karen Simonyan, que tinha 36 anos e 336 dias ao se sagrar campeão da Copa em 2007.
Após ter dito que já estava no momento certo de pendurar as chuteiras, Sako anunciou o final de sua carreira em 14 de novembro de 2012 (doze dias após completar 40 anos), e um mês depois, foi nomeado diretor-técnico da seleção armênia. No final de 2013, foi escolhido como novo técnico do Pyunik. Hoje é assistente-técnico do clube.

## Carreira internacional
Sua estreia pela seleção armênia veio em outubro de 1992, contra a Moldávia, quando Hovsepyan tinha 19 anos. 
Em dezembro do mesmo ano, o Comitê Executivo da UEFA definiu que qualquer jogador das 51 seleções filiadas à entidade (atualmente são 53) que disputasse 100 partidas levaria um prêmio concedido pela própria UEFA - Hovsepyan, ao superar a marca de cem partidas, seria agraciado com a honraria.
No mesmo dia de sua aposentadoria como jogador, Hovsepyan faria sua última partida pela Armênia, contra a Lituânia, tendo os armênios vencido por 4 a 2. Ao final do jogo, Sako foi ovacionado pela torcida e homenageado pelo prefeito de Erevan, Taron Margaryan. 

“"Não acho que sou uma lenda, eu simplesmente fiz o meu trabalho".”

— Sargis Hovsepyan
Por suas contribuições ao futebol armênio, o lateral-direito foi presenteado pela Federação de Futebol da Armênia com um carro, sendo até agora o último jogador a se despedir da seleção. No total, foram 131 partidas disputadas e dois gols marcados.

## Títulos

### Com o Pyunik
- Campeonato Armênio de Futebol: 9 (1992, 1995–96, 2004, 2005, 2006, 2007, 2008, 2009 e 2010)
- Supercopa da Armênia: 5 (1997, 2004, 2006, 2007 e 2009)
- Copa da Armênia: 4 (1996, 2004, 2009 e 2010)

### Com o Zenit São Petersburgo
- Copa da Rússia: 1 (1998–99)
- Copa da Primeira Divisão Russa: 1 (2003)